# Петър Лутка
Петър Лутка (Петър Мария Лутка, на чешки Petr Lutka) е чешки фолк изпълнител и автор на песни. Роден на 28 юни 1952 год. в Хранице в Моравия, Чехия). Започва кариерата си с изпълнение на хумористични песни, но от 80-те години на ХХ век свири предимно песни и балади с религиозна тематика. Член на чешката неправителствена музикална асоциация „Шафран“.

## Биография
Петър Лутка прекарва детството си в Липник на Бечвоу. Завършил е Университетът по икономика в Прага (Икономическия университет в Прага). През 1981 се покръства и приема християнската, католическа вяра. През 90-те години на миналия век учи дистанционно катехитичен курс в Католическия богословски факултет на Карловия университет. Той .е много набожен и редовно посещава католическите богослужения.

## Творчество
През младежките си години Петър Лутка свири с местна биг бийт група. Започна самостоятелни изяви през 1970 г. Първото му индивидуално участие е на Чешко-моравския фолк фестивал в Ухерске Брод. През 1974 г. той един от петте основатели на асоциацията Шафран.
Първоначално изпълнява песни на Иржи Зих, бивш негов съученик от началното училище. Това са песни с закачливи, шеговити текстове, преплетени с множество приказни елементи. Селекция от тези песни, е издадена през 2000 г. от издателство Response media. В края на 70-те години той изпълнява и песни от чуждестранни автори в превод на чешки, сред които такива на: полския певец Марек Грехута, на руския - Булат Окуджава и френския - Джордж Брасенс (Georges Brassens).
От 1980 г. той започва да изпълнява народни песни с религиозно съдържание от колекциите на Сушил, Бартош, Вайзе, Ербен. По-късно започва да композира музика за песни, написани от: Квета Котапишова, Ондржей Фибич и Мари Долистова. След 1989 г. той записва тези песни в издателството на Кармелитаните, в личния си лейбъл KVAS и в издателство Телепас Острава (Telepac Ostrava). Част от тези изпълнения са акомпанирани на клавишни инструменти от съпругата му Маркета. Свири е с известни чешки фолк и рок изпълнители като: Емил Пошпишил, Ярослав Хутка, Владимир Вейт, Владимир Мерта, Дагмар Вонкова, Олдржих Янота и Славек Шрайтер. Известно враме свири и с Пепа Нос, като от това време най-известната им песен е “И искат да станат известни като Бийтълс”. 
В една от рецензиите си музикалният критик Иржи Черни описва стилът му по следния начин: „Смеейки си той не преставаше да пее с характерната си интонация, със задъхано темпо и заекващ ритъм, но толкова весело, о, весело! След Лутка никога не видях подобен начин на пеене." В първият брой на Fosil Magazín през 1987 г. за Лутка пише: „Той е типът весел, моравски самоиздигнал се човек и ако е възможно да се сравни начина му на представяне с някого, то може би това е само с този на Чарли Чаплин - гротеска, спонтанност и комедия, постоянно придружени от някакъв трогателен копнеж.“

## Дискогрофия
- Točí, se točí / Šátek, singl, (издателство Supraphon)
- Sport / Zmařený song o fialovém hrníčku, singl, издателство Supraphon
- Šafrán, заедно с други фолк изпълнетели
- Drak Železňák, записани 17 песни от концерти състоял си в кръчмата Барачницка рихта (Baráčnická rychta) в Прага през 1974, самиздат
- Budka (album), Response media, 2000, записи от 1982 с допълнения.

Включва песните: Trpaslík a svět, Mamut, Pouť, Kleopatra, Vrána a liška, Drak Železňák, Vodník, Rosnička, Tlustokožec slon, Nešlapte pejskům na nohy, Dešťovka, Povídala mamka, Černá kočka, Strejček Sam, Jde Frantík, Láska na niti visí, Malované vozy, Budka, Brýle, Slunečné ráno, Máňa, Brilantní vyřešení zapeklitého problému, Až se pšenka vymlátí, Vlasy, V jedné zemi stalo se, Líza, Chobotnice, Kleopatra II (reggae), Líza II (bigbít), Jablíčko, Na zahrádce před domem
- PM, (Karmelitánské nakladatelství), Kostelní Vydří, 1999.

Включва песните: Pozdravena buď, Královno; Šel-tě Honza na zkušenou; Usnula, usnula; Alšovi…; Pros za nás, Maria; Ovečko ztracená; Svatá Anežka česká; Už se my, Maria; Jak probudit srdce Evropy; Líza; Davidova chýše; Zpěváčci; Kdo sype déšť růží; Znám já zahrádku; Královna míru
- Neposkvrněná, svátky Matky Boží v písních, (Karmelitánské nakladatelství), 1999.

Включва песните: K tobě přicházíme domů, Útočiště hříšníků, Milostiplná, Malé stádce, Svatý Jene Nepomucký, Jan Pavel II, Zdrávas, hvězdo mořská, Přijmi nás svou branou, Tota Pulchra, Jméno Marie, Panno věrná, Pod ochranu tvou se utíkáme, Zdrávas Maria, Totus Tuus!, Neposkvrněná, Tudy chodil Pán
- Na karmelské hoře I a II, písně z poutnického kancionálu Salve Regina, (Karmelitánské nakladatelství).

Включва песните: Na karmelské hoře, Ze všech nejkrásnější lilii já znám, S velkou radostí sem pospíchejte, Maria ochrana, Vzhůru poutníci, vzhůru povstaňte, Zazpívejme krásným hlasem, Matko Boží, my lkáme k tobě, Dovol Matko dobrá z nebe, To tajemství ó Ježíši, Anděle Boží strážce můj, Boží rodičko přemilá
- Tři jablka, Jihočeská poutní místa ve verších Ondřeje Fibicha, (Karmelitánské nakladatelství).

Включва песните: Tři jablka, Šumavská madona, P. M. ze Strašína, P. M. Podsrpenská, Sv. Jan Křtitel z Radomyšle, Sv. Jakub z Čížové, Betlémy, Sv. Kříž z Písku, Vodňanské klekání + Karlu Krylovi, Lomec u Vodňan, Nad Temelínem Karmel, P. M. z Římova, Křemešník, Tři podoby muže, Libkovice 1994
- Vánoce v Mníšku pod Brdy, най-извесните английски коледни песни изпълнени на чешки (KVAS).

Включва песните: Divné zvěsti, Odplata, Ve stáji na slámě, Bim! Bam!, Svatý Václav – Čechů král, Je půlnoc jasná, Hajej, nynej, Vůl, osel šedý, jesličky, Zazpívejte, ovčáci, Vánoce po dvaceti stoletích, Vánoce, Nejdřív: ´Neboj!´, To v zemi krále Davida, My tři králové z Východu, Národové, pro vás nové, Když hlídali u svého stáda, Tichá noc, Vánoční svíčka
- Všichni jste moje děti, příchody Matky Boží na naši zem, (KVAS).

Включва песните: Nastokrát buď pozdravena, Ó Maria bez poskvrny hříchu počatá, Ach, neplač Panno La Salettská, Ave Maria, gratia plena, Gospa, majka moja, Na Karmel je cesta dlouhá, Radostný růženec, Bolestný růženec, Slavný růženec, Nejmocnější zbraň, Jdeme odevšad, Paní všech národů
- Dvě Srdce, (KVAS).

Включва песните: Pražské Jezulátko, Matěji, hvězda tvá, Srdce Mariino, Sarkandře Jane, Modlitba o apoštoly posledních časů, Provodovské zastavení, Ta kytára je můj kříž, Sen o dvou sloupech, Otče Svatý Kopeček, Duha nad Svatou zemí, Večer tichounce se sklání
- Přicházíš, život našeho Pána v písních, (TELEPACE) Ostrava, 2000.

Включва песните: Přicházíš; Hle, panna počne; Ave, Fiat, Magnificat; Copak ty o tom ještě nevíš; Matka Tereza; Všechno, co říká Maria; Stabat Mater dolorosa; Tak Bůh miloval svět / Pašije; Naimský chlapec; Všichni to slyšte; Světlo světa; Čistota vaše zazáří; Plní se čas; Boží Milosrdenství; Putující Panna Maria
- Skryté slunce, 2012.

Включва песните: Pravda A Láska; Ke Mně Všichni, Kdo Se Lopotíte; Duch, Voda A Krev;	Moudrý A Pošetilý;	Proměnění;	Comma Ioanneum;	Nanebevstoupení;	Vidění Pekla (První Fatimské Tajemství); Nakonec Mé Srdce Zvítězí (Druhé Fatimské Tajemství);	Pokání, Pokání, Pokání! (Třetí Fatimské Tajemství);	Skryté Slunce